# 35. Sinfonie (Haydn)
Die Sinfonie B-Dur Hoboken-Verzeichnis I:35 komponierte Joseph Haydn im Jahr 1767 während seiner Anstellung als Kapellmeister beim Fürsten Nikolaus I. Esterházy.

## Allgemeines

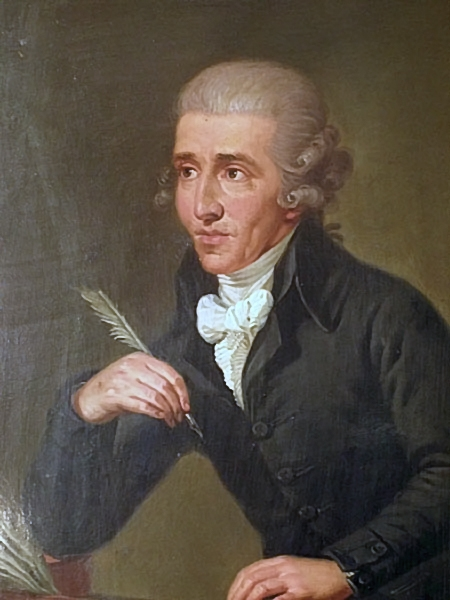
Joseph Haydn (Gemälde von Ludwig Guttenbrunn, um 1770)

Das Autograph dieser Sinfonie weist ein genaues Datum auf: 1. Dezember 1767. Teilweise wird daraus gefolgert, dass Haydn die Sinfonie an ebendiesem Tag komponiert habe. Denkbar ist jedoch auch, dass das Datum den Tag des Kompositionsbeginns oder der Fertigstellung bezeichnet.
Unter Zeitgenossen war das Werk wahrscheinlich relativ beliebt: Die Sinfonie ist bereits 1769 im Katalog der Musikalien des Stiftes Göttweig nachgewiesen. Daher dürfte das Werk ziemlich bald nach seiner Entstehung in Stimmenabschriften verbreitet gewesen sein. Etliche dieser sekundären Stimmenabschriften sind überliefert. Bereits 1771 wurden bei Venier in Paris gedruckte Stimmen angezeigt.
In seinem „Entwurf-Katalog“ hat Haydn das Werk zwischen den Sinfonien Nr. 39 und Nr. 59 eingetragen.
Beispiele für Aussagen zur Sinfonie Nr. 35:
- „[…] und so geht es fort, genau wie der Anstellungsvertrag es vorschreibt und die Stellung es erfordert, die vom Dirigenten die „Beistellung“ der für alle Konzerte und Festlichkeiten nötigen Musik verlangt, gerade so wie der Gärtner die Blumen, der Jäger für das Wildbret, der Schneider für die Toiletten zu sorgen hat. Vor 1764 hatte Haydn schon zwanzig Sinfonien geschrieben; vielleicht schon manche oder viele mehr – wer sollte sie damals registrieren oder zählen? […] Sinfonie folgte auf Sinfonie […].“[7]
- „Obwohl diese Ende 1767 entstandene Symphonie nach äußerlichen Kriterien ganz und gar nicht außergewöhnlich ist – sie bedient sich einer verbreiteten Durtonart, der üblichen Sequenz von vier Sätzen und der Standardbesetzung aus zwei Oboen, zwei Hörnern und Streichern […], sie hat weder einen Beinamen noch programmatische oder dramatische Bezüge und weist keine offenkundigen Verstöße gegen Konventionen der Form oder stilistische Schicklichkeit auf – verkörpert sie durchweg die hohe Kunst, derer Haydn fähig war, wenn es ihm darum ging, „Unterhaltungsmusik“ zu schaffen.“[8]
- H. C. Robbins Landon[9] hebt in der Sinfonie Nr. 35 den Wechsel von „Licht und Schatten“, die lange Moll-Passage der Durchführung vom ersten Satz und die an die Mannheimer Schule erinnernden, reichen Orchestereffekte hervor.
- Ludwig Finscher[10] betrachtet die Sinfonien Nr. 35 und die wahrscheinlich ebenfalls 1767 komponierte Nr. 58 als „gleichsam spiegelbildliches Werkpaar“: Nr. 35 geht von einem „schon in der Exposition hochdramatischen Kopfsatz über ein melancholisches Andante zu einem Finale, das buffa-Töne anschlägt“, während der Schwerpunkt von Nr. 58 in den ungewöhnlichen Sätzen 3 und 4 liegt.
- Anthony Hodgson[11] macht auf die besonders anspruchsvollen Hornpartien im ersten Satz aufmerksam, die mit dafür verantwortlich seien, dass das Werk selten öffentlich aufgeführt werde. Er lobt das Andante als eines der „bezauberndsten“ und hebt dessen Leichtigkeit hervor.[12]

## Zur Musik
Besetzung: zwei Oboen, zwei Hörner, zwei Violinen, Viola, Cello, Kontrabass. Zur Verstärkung der Bass-Stimme wurde damals auch ohne gesonderte Notierung ein Fagott eingesetzt. Über die Beteiligung eines Cembalo-Continuos in Haydns Sinfonien bestehen unterschiedliche Auffassungen.
Aufführungsdauer: ca. 20 Minuten (je nach Einhalten der vorgeschriebenen Wiederholungen)
Bei den hier hilfsweise benutzten Begriffen der Sonatensatzform ist zu berücksichtigen, dass dieses Modell erst Anfang des 19. Jahrhunderts entworfen wurde (siehe dort) und für eine Sinfonie von 1767 nur mit Einschränkungen herangezogen werden kann. – Die hier vorgenommene Beschreibung und Gliederung der Sätze ist als Vorschlag zu verstehen. Je nach Standpunkt sind auch andere Abgrenzungen und Deutungen möglich.

### Erster Satz: Allegro di molto
B-Dur, 3/4-Takt, 177 Takte
Haydn eröffnet die Sinfonie – für die damalige Zeit eher ungewöhnlich – nicht forte, sondern piano mit einem sanglichen Frage-Antwort-Motiv (Motiv 1, „sangliches Motiv“) in den Violinen über pochender Achtelbewegung im Bass. Auf diesen viertaktigen Vordersatz des ersten Themas folgt der ebenfalls viertaktige Nachsatz, bestehend aus zwei vom Horn angekündigten Forte-Akkordschlägen, die wiederum von Motiv 1 piano beantwortet werden. In der anschließenden Überleitung wechselt Haydn mit mehreren Motiven zur Dominante F-Dur: Motiv 2 mit abgesetzter, rhythmischer Unisono-Bewegung („Galopp-Motiv“), die an ein entsprechendes Motiv aus dem 1. Satz von Wolfgang Amadeus Mozarts Sinfonie KV 543 erinnert, Motiv 1a und 1b mit einer von Motiv 1 abgeleiteten Frage-Antwort-Struktur und Motiv 3 mit seiner energischen, chromatischen Unisono-Bewegung der Streicher im Tremolo (Tremolo-Motiv).
Nach einer kurzen Zäsur setzt piano das zweite Thema in F-Dur ein (Takt 40–47), das eine Variante des sanglichen Motivs darstellt und – wie am Satzanfang – nur von den Streichern gespielt wird. Den Schluss der Exposition bestreitet dann wieder das ganze Orchester im Forte mit virtuosen Läufen, chromatischer Tremolo-Bewegung (ähnlich Motiv 3) und einem Dialog der rhythmischen Floskel vom Galopp-Motiv der solistischen Oboensolo.
Die Durchführung (Takt 61–105), die durch ihre Modulationen, die längeren Moll-Passagen und die kontrapunktische Verarbeitung des thematischen Materials auffällt, bearbeitet nacheinander die für den Satz wesentlichen Motive. Sie beginnt mit der Fortspinnung vom sanglichen Motiv, überraschenderweise jedoch nicht in F-Dur, in dem die Exposition geschlossen hatte, sondern in der Tonika B-Dur. Das Motiv wird dabei von einem über acht Takte ausgehaltenen B der Hörner bzw. den pochenden Achteln im Bass begleitet und verkürzt (nur die Schlusswendung bleibt übrig). Der folgende, dramatische Forte-Abschnitt beleuchtet das Motiv in unterschiedlichen Farben, die durch das Wechselspiel von Ober- und Unterstimmen in schroffem Wechsel gegenübergestellt werden (Tonartenwechsel, teilweise versetzter Einsatz des Motivs) und reduziert das Motiv schließlich wieder auf seine Schlusswendung. Ab Takt 88 wechselt Haydn zum Galopp-Motiv, das ebenfalls durch versetzten Einsatz und Führung durch unterschiedliche Tonarten verarbeitet wird. Die Durchführung wird beendet vom Tremolo-Motiv, das nun auf acht Takte ausgedehnt ist.
Die Reprise (Takt 106 ff.) fällt durch das anspruchsvolle, brillante kleine Horn-Solo im Forte-Teil des Nachsatzes vom ersten Thema und eine Passage in der Überleitung zum „zweiten Thema“ auf, in der sich beide Violinen das sangliche Motiv in versetztem Einsatz zuwerfen und sich dabei – wiederum unter Verkürzung des Motivs – aufwärts schrauben. Auch am Satzende bekommen die Hörner noch kurze solistische Einlagen. Exposition sowie Durchführung und Reprise werden wiederholt.

### Zweiter Satz: Andante
Es-Dur, 2/4-Takt, 128 Takte
Der fünftaktige, gemächliche Hauptgedanke wird zunächst in den stimmführenden Violinen vorgestellt. Kennzeichnend sind ein auftaktiges, eine Note umspielendes „Pendelmotiv“ (Motiv 1), ein Motiv mit Intervallschritten abwärts (Motiv 2) und eine rhythmische Schlussfloskel (Motiv 3). Der Gedanke wird dann wiederholt, wobei die 1. Violine die Begleitung unterstützt. Der Satzanfang enthält dabei eine „tonale Gewitztheit“: Die ersten Takte des Motivs wirken so, als ob B-Dur, das noch vom vorigen Satz im Ohr nachklingt, die Grundtonart (Tonika) wäre – erst die Schlussfloskel führt nach Es, der „wirklichen“ Grundtonart des Satzes. Ab Takt 10 beginnt Haydn mit der Fortspinnung von Motiv 1. Diese führt nach F-Dur, das dominantisch zur folgenden Passage in B-Dur wirkt. Hier (Takt 19 ff.) tritt das Pendelmotiv im Wechsel von hoher und tiefer Lage auf. Der Schluss des ersten Satzteils wird von einem auftaktigen Tonrepetitionsmotiv mit rhythmischer Schlusswendung geprägt.
Die Durchführung (Takt 47 ff.) beginnt mit dem Hauptgedanken in B-Dur (beim Hören wird nun zunächst Es-Dur impliziert). Anschließend folgt die Verarbeitung des thematischen Materials (z. B. versetzter Einsatz vom Pendelmotiv, Wechsel der Tonarten). Eine Forte-Unisono-Passage führt zur Reprise zurück, die gegenüber der Exposition leicht variiert ist (z. B. Themeneinsatz am Beginn im Bass). Ganz am Ende greift Haydn im Pianissimo das Pendelmotiv vom Anfang nochmals auf, lässt es nun jedoch von einer kurzen, nach Es-Dur führenden Akkordfolge beantworten, so dass nun „endlich das Gleichgewicht wiederhergestellt“ ist (ähnliche Struktur im vierten Satz). Dies ist wahrscheinlich das erste umfassendere Beispiel „dafür, was bei Haydn bald zum altbekannten Scherz werden sollte: die Idee, einen Satz mit seiner einleitenden Phrase zu beenden.“ Beide Satzteile werden jeweils einmal wiederholt.

### Dritter Satz: Menuett: Un poco Allegretto
B-Dur (Menuett), Es-Dur (Trio), 3/4-Takt, mit Trio 58 Takte
Der Hauptgedanke des dynamischen Menuetts ist durch Führung im Unisono, auftaktige Triolen, Triller und eine kontrastierende, einfache Schlusswendung im Piano gekennzeichnet. Zu Beginn des zweiten Teils treten die Triolen und Triller hervor, während in der Überleitung zur Wiederaufnahme der Hauptmelodie ein Solo für Horn und Oboe auffällt. Am Ende ist in die Schlusswendung nun noch ein kurzer Forte-Einschub zwischengeschaltet.
Das Trio (Es-Dur, nur Streicher) ist mit dem Menuett durch die Triolen verbunden, die nun als Begleitung unter einer Legato-Melodie dominieren. Dabei wechseln sich beide Violinen mit der Stimmführung ab.

### Vierter Satz: Finale. Presto
B-Dur, 2/4-Takt, 141 Takte
Ähnlich wie der Eröffnungssatz, ist auch das Presto durch einen vorwärts treibenden Impuls gekennzeichnet. – Das erste Thema besteht aus zwei kontrastierenden Motiven: drei Akkordschläge (Tonika B – Dominante F – Tonika B) im Forte, gefolgt von einer floskelhaften Piano-Antwort der Violinen. Nach variierter und verlängerter Wiederholung des Themas mit schroffen Wechseln von forte und piano führt eine Tremolopassage zur Dominante F-Dur, in der ab Takt 32 das zweite Thema mit aufsteigender, auftaktiger Achtelbewegung vorgestellt wird. Über eine im Tremolo fallende Linie wird die Schlussgruppe mit ihrem Dialog (Vorhaltsmotiv) von Violinen und Oboen erreicht.
Die Durchführung (Takt 56 ff.) greift zunächst noch die Motive vom ersten Thema auf, schwenkt ab Takt 62 von Es-Dur aus jedoch zu einer Modulationspassage des Dialog-Motivs der Schlussgruppe um. Ein „wilder“ Abschnitt mit ausholender Achtelbewegung im Forte führt zur Reprise zurück (Takt 94 ff.), die ähnlich der Exposition strukturiert ist. Haydn beendet den Satz mit den drei Akkordschlägen vom Satzanfang, dadurch entsteht beim Hören zunächst die Erwartung, der Satz würde noch weitergehen (d. h. ein ähnlicher „musikalischer Scherz“ wie im Andante). – Exposition sowie Durchführung und Reprise werden je einmal wiederholt.